# L'A.B.C. dell'amore
L'A.B.C. dell'amore (The ABC of Love) è un film muto del 1919 diretto da Léonce Perret.

## Trama
Il commediografo Harry Bryant si innamora di Kate, un'orfana che lui ha cercato di aiutare trovandole anche un lavoro. Il padrone del locale, dove Kate lavora, si rivela brutale e violento. La ragazza cerca rifugio da Harry e questi le chiede di sposarlo. Ben presto, però, il matrimonio si rivela un fallimento: la ragazza è completamente naïve e provoca più di una brutta figura nell'ambiente ricco e borghese in cui vive Harry. Lui, allora, torna a frequentare la sua vecchia fidanzata, Diana Nelson. Questa sembra perfetta per lui: peccato, però, che Diana usi Bryant solo per riuscire a essere scelta come la protagonista della commedia che lui sta scrivendo. Quando lui si accorge di esser stato manovrato, ritorna dalla moglie. Lei, per ingelosirlo, finge di essere corteggiata da un misterioso ammiratore che alla fine si rivelerà essere semplicemente il tutore di Kate.

## Produzione
Il film venne prodotto dallo stesso regista, Léonce Perret, che ne aveva anche scritto la storia e lo aveva sceneggiato. Venne girato nel 1919, interpretato da Mae Murray: il primo di una piccola serie di film diretti da altri invece che dal suo regista abituale, il marito Robert Z. Leonard, che si era assentato per un breve periodo per girare con Marion Davies.

## Distribuzione
Il film uscì nelle sale statunitensi il 14 dicembre 1919, in quelle francesi il 17 settembre 1920 con il titolo L'ABC de l'amour. Fu distribuito dalla Pathé Exchange.
Copia della pellicola viene conservata negli archivi dell'EYE Film Instituut Nederland.